# Superfinišování
Superfinišování je dokončovací technologie, jež má za cíl zajistit nejpřesnější jakost povrchu strojní součásti. Zpravidla pro dokončování vnějších válcových ploch. K superfinišování se používá superfinišovací hlava.
Superfinišovací hlava s brusným kamenem a pracovní kapalinou (petrolej + olej) se přitlačuje na obrobek upnutý mezi hroty a rotující s povrchovou rychlostí asi 40 m/min. Superfinišovací hlava se vodorovně posouvá po délce obrobku (mikropohyb) a přitom kmitá vysokou frekvencí. Zrna brusiva vykonávají vzhledem k obrobku nepravidelný pohyb, tím se dosáhne překrytí předcházejících brusných stop, a tak se povrch vyhladí.

## Použití
Konce hřídelů a čepy pro kluzná uložení (není nutné zaběhávání), valivé prvky ložisek, hydraulická zařízení apod. Na superfinišování se dávají nulové přídavky na obrábění. Obrobek vykonává rotační pohyb. Mezi nástroj a obrobek je přiváděna kapalina, která odplavuje třísky a na konci superfinišování vytvoří souvislý povlak.